# サッカーニジェール女子代表
サッカーニジェール女子代表（サッカーニジェールじょしだいひょう）は、ニジェールサッカー連盟(フランス語: Fédération Nigerienne de Football, 略称：FENIFOOT)によって編成されるニジェールの女子サッカーナショナルチームである。アフリカサッカー連盟(CAF)に所属している。2007年に代表チームが結成された。アフリカの女子サッカー選手権であるアフリカ女子選手権には予選を含め出場したことがない。
女子ワールドカップ、オリンピックともに出場はない。

## ワールドカップの成績
- 1991 - 不参加
- 1995 - 不参加
- 1999 - 不参加
- 2003 - 不参加
- 2007 - 不参加
- 2011 - 不参加

## オリンピックの成績
- 1996 - 不参加
- 2000 - 不参加
- 2004 - 不参加
- 2008 - 不参加
- 2012 - 不参加

## アフリカ女子選手権の成績
- 1991 - 不参加
- 1995 - 不参加
- 1998 - 不参加
- 2000 - 不参加
- 2002 - 不参加
- 2004 - 不参加
- 2006 - 不参加
- 2008 - 不参加
- 2010 - 不参加
- 2012 - 不参加

## FIFAランキング
2012年6月現在、FIFA女子ランキングにはまだランクインしていない。